# Kombination (undertøj)
 For alternative betydninger, se Kombination. (Se også artikler, som begynder med Kombination)
I et forsøg på at forenkle kvindens dragt opfandt man i 1800-tallet på at sy nogen af de forskelige dele sammen i kombinationer.
- Kombination af bukser og chemise. Man kommer ind i den igennem en klap i enden.
- Kombination af bukser (I) og underkjole (II)